# الصفاء (المخادر)

تعديل مصدري - تعديل

الصفاء محلة تابعة لقرية الدواني، التابعة لعزلة بني سرحة بمديرية المخادر إحدى مديريات محافظة إب في الجمهورية اليمنية، بلغ تعداد سكانها 109 حسب تعداد اليمن لعام 2004.